# The Foreigner (2017)
The Foreigner is actie-thrillerfilm uit 2017 geregisseerd door Martin Campbell. De film is gebaseerd op de roman The Chinaman van Stephen Leather. De hoofdrollen worden vertolkt door Jackie Chan en Pierce Brosnan.

## Verhaal
Quan is een bescheiden zakenman. Zijn dochter komt om bij een terroristische aanval en zijn wereld  komt op zijn kop te staan. Quan begint zijn zoektocht naar de moordenaars, en daarbij concurreert hij met een Britse ambtenaar.

## Rolverdeling
- Jackie Chan - Quan Ngoc Minh
- Pierce Brosnan - Liam Hennessy
- Michael McElhatton - Jim Kavanagh
- Liu Tao - Keyi Lam
- Charlie Murphy - Maggie Dunn/Sara Mackay
- Orla Brady - Mary Hennessy
- Katie Leung - Fan Quan
- Ray Fearon - Commandant Richard Bromley
- Dermot Crowley - Hugh McGrath
- Rory Fleck Byrne - Sean Morrison
- Lia Williams - Katherine Davies, MP
- Pippa Bennett-Warner - Marissa Levitt
- Simon Kunz - Matthew Rice
- Roberta Taylor - Mrs. Taylor